# Харцерская полевая почта

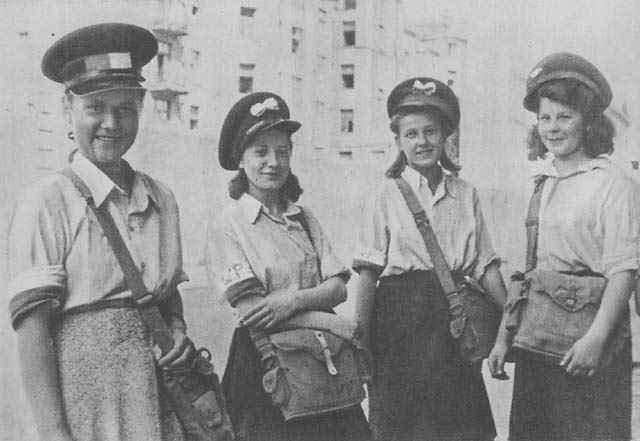
Почтальоны Харцерской полевой почты

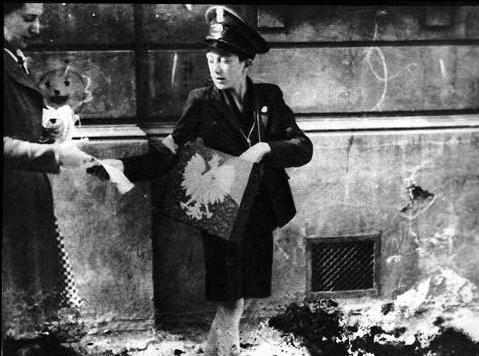
Приём почтового отправления

Ха́рцерская полева́я по́чта (пол. Harcerska Poczta Polowa) — полевая почта, организованная 4 августа 1944 года харцерской организацией под названием «Zawiszy Szarych Szeregów» (Завиши серых шеренг) во время Варшавского восстания 1944 года.

## История
Харцерскую полевую почту основал 2 августа 1944 года вожатый харцеров Казимеж Гренда (псевдоним «Granica»). Первые дни действие Харцерской полевой почты было ограничено территорией дзельницы Срудмесьце-Полудне. 4 августа начальник харцерского штаба подпоручик харцмистр Станислав Броневский (псевдоним «Orsza») издал указ об организации Харцерской полевой почты для всей территории восставшей Варшавы.
Главное управление Харцерской полевой почты находилось на улице Свентокшиской, дом 28. Начальником полевой почты был назначен подпоручик Пшемыслав Гурецкий (псевдоним «Kuropatwa»), который в рамках подготовки к восстанию заранее изучил топографию Варшавы. Кроме Главного управления, действовали почтовые отделения в различных местах Варшавы: отделение № 1 — на улице Шпитальной, отделение № 2 — на площади Наполеона, отделение № 3 — на улице Окульник, отделение № 4 — на улице Черняковской, отделение № 5 — на улице Красицкого, отделение № 6 — на улице Вильчей и отделение № 7 — на улице Желязной. Почтальоны полевой почты были в своём большинстве подростками. Многие из них погибли во время своей деятельности.

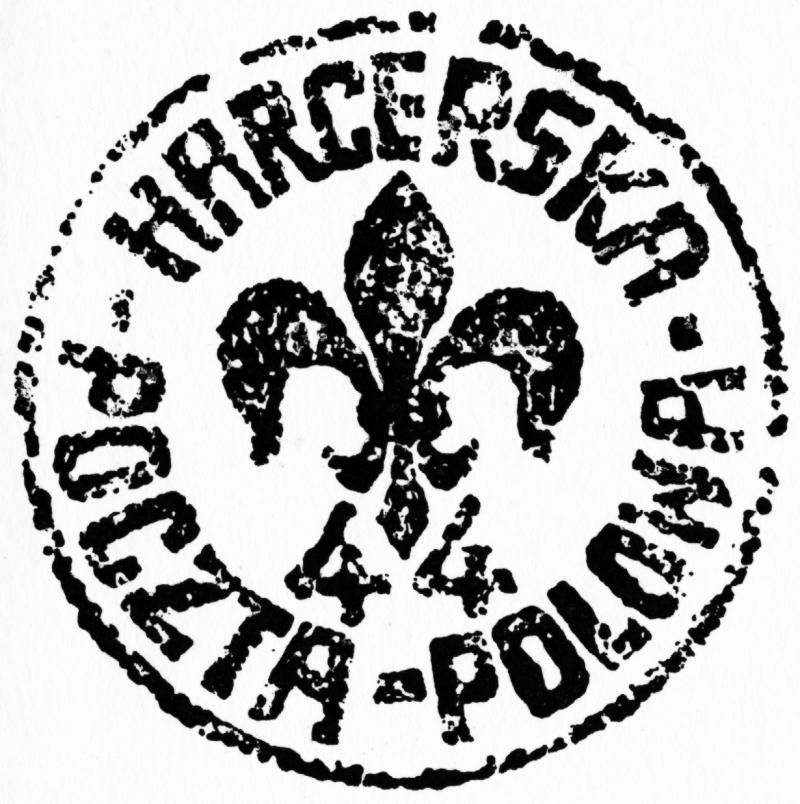
Штемпель Харцерской полевой почты

Почтовые ящики были расположены в сорока местах города. Почтовые отправления были бесплатны, отправлялись в открытом виде, ограничивались максимально 25 словами и первоначально подвергались цензуре. Количество ежедневных почтовых отправлений колебалось от 3 до 600 единиц и достигло своего максимума 13 августа, когда было отправлено и доставлено около 10 тысяч письменных сообщений. Полевая почта использовала 10 штемпелей с харцерской символикой и надписью пол. «Poczta Harcerska» (Харцерская почта).
В сентябре 1944 года Харцерская полевая почта вместе со всеми почтальонами была включена в состав Армии Крайовой и с этого времени надпись на штемпеле «Poczta Harcerska» была заменена на надпись «Poczta Polowa» (Полевая почта). В это же время были выпущены почтовые марки полевой почты пяти цветов для обозначения пяти дзельниц Варшавы.
Деятельность Харцерской полевой почты прекратилось 3 октября 1944 года, когда варшавское восстание было подавлено.
Во время 63 дней действия Харцерской полевой почты было отправлено и доставлено около 200 тысяч почтовых отправлений.